# Nicola Bettoli
Pour les articles homonymes, voir Bettoli.
Nicola Bettoli (né à Parme le 3 septembre 1780, mort dans la même ville le 16 juillet 1854) est un architecte italien. Au service de Marie-Louise, duchesse de Parme, il conçoit le Teatro Regio de Parme (1821) et les majeures œuvres publiques réalisées par la duchesse dans ses États.

## Biographie
Nicola Bettoli est le fils de Luigi et de Luigia Salati. Il étudie auprès de l'académie Beaux-Arts de Parme mais ne peut fréquenter régulièrement les cours en raison de la guerre en 1795.
Il se forme en suivant les exemples d'Ennemond Alexandre Petitot et se met en valeur en 1805 en présentant le projet de l'hôtel des pauvres lors d'un concours d'architecture organisé par l'académie et pour lequel il remporte le deuxième prix.
Professeur à l'académie et à partir de 1816, architecte de la Cour sous le règne de Marie-Louise, il signe par son travail toute l'architecture parmesane lors de la première moitié du siècle. Il réalise la restauration des monuments de la cité (le teatro Farnese, la Camera di San Paolo, Santa Maria del Quartiere). Il réalise avec Paolo Toschi  la galerie destinée à accueillir la pinacothèque des Bourbon de retour de Paris et les œuvres récemment acquises par Marie-Louise (maintenant galerie nationale).
En 1821, il commence à concevoir le Teatro Regio destiné à remplacer les désormais obsolètes théâtre Farnèse et le Ducale. La réalisation se termine en 1827 et le théâtre ouvre en 1829. Le bâtiment, d'inspiration classique et renaissance à l'extérieur, est, à l'intérieur, moderne et harmonieux à tous les égards: au travers de deux passages supérieurs, le théâtre est relié au palais ducal et à des bâtiments utilisés pour le théâtre.
Toujours pour Marie-Louise, Bettolo reconstruit l'ancienne résidence ducale (1833 qui sera détruite pendant la Seconde Guerre mondiale). Il conçoit le salon de la biblioteca Palatina (1834), la bibliothèque privée (1838-1839, également détruite pendant la guerre) et il réadapte (1836-1837), le palais ducal de Colorno et celui del Giardino.

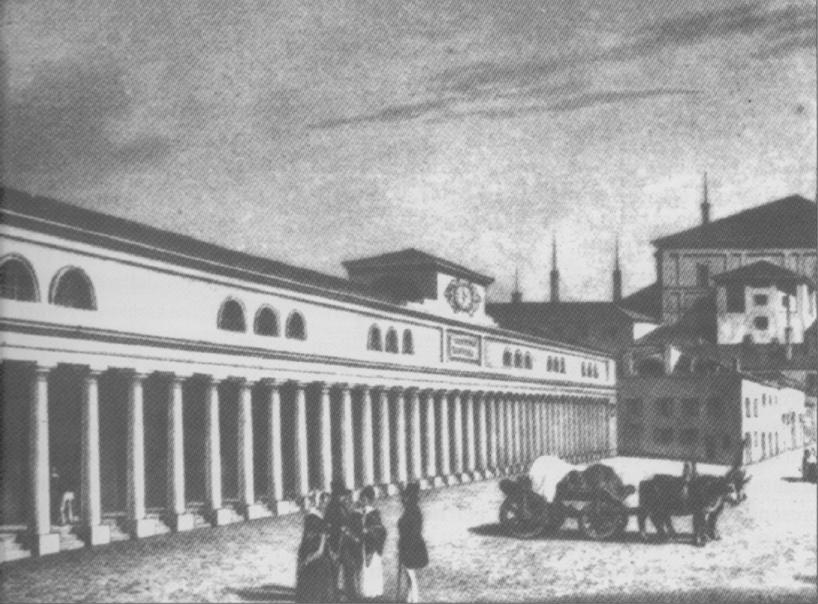
Les colonnes des beccherie

Il réalise les Beccherie de la place Ghiaia qui seront détruites en 1928, et qui est l'un des plus beaux bâtiments de style néoclassique de la région. Il termine la construction du collège Lalatta (1836-1847), l'actuel collège Marie-Louise en le dotant d'une façade néo-classique et auquel il ajoute une grande cour et de nouvelles ailes. Il conçoit, en 1844, le nouveau siège de l'Università degli Studi, achevé par son fils Luigi, puis utilisé comme siège de la cour d'appel.
Il donna à Parme un visage homogène caractérisé par une classique simplicité et ravivé par le jaune ocre des façades qui n'est pas en discordance avec la terre cuite chère aux Farnèse.

## Sources
- (it) Cet article est partiellement ou en totalité issu de l’article de Wikipédia en italien intitulé « Nicola Bettoli » (voir la liste des auteurs).